# Delosperma alpinum
Delosperma alpinum là một loài thực vật có hoa trong họ Phiên hạnh. Loài này được (N.E.Br.) S.A.Hammer & A.P.Dold mô tả khoa học đầu tiên năm 2002 publ. 2003.